# Ikuo Hirayama
Ikuo Hirayama (平山 郁夫, Hirayama Ikuo), né le 15 juin 1930 à Setoda (en), dans la préfecture d'Hiroshima, et mort le 2 décembre 2009, est un peintre japonais, pacifiste et militant actif du désarmement nucléaire.
Il a été fait chevalier de la Légion d'honneur française en 1996 et de l'ordre de la culture du Japon en 1998.
Il a été également président de l'Université nationale au Japon.

## La bombe d'Hiroshima et son engagement pacifique
Hibakusha, il avait 15 ans lorsque la bombe atomique américaine Little Boy est tombée sur Hiroshima. Il en a été profondément modifié génétiquement (105 %) et a subi de nombreux cancers. Pour cette raison, il s'est battu pour le désarmement nucléaire, notamment en montrant des images de ses gènes modifiés et en parlant des nombreuses maladies que la bombe lui a fait subir.
Il s'est également battu pour la préservation des statues de bouddhas de la vallée de Bâmiyân, en Afghanistan, détruits en 2001, ou pour la cause des Gazaouïs subissant le blocus et les attaques israéliens.
Il a reçu le prix Ramon Magsaysay de la paix en 2001.

## Peinture
En 1952, il obtient son diplôme de l'école d'art de Tokyo, aujourd'hui nommée Université nationale des beaux arts et musique de Tokyo.
Parmi ses œuvres majeures, on peut citer Hiroshima shohenzu (広島生変図, L'holocauste d'Hiroshima), comparée par certains au Guernica de Picasso, ou bien ses peintures de la Route de la soie, représentant des paysages désertiques de l'Iran, l'Irak, la Chine, une peinture sur la vallée de Bâmiyân en Afghanistan, ainsi qu'une série de peintures sur l'arrivée du bouddhisme au Japon.
Un musée lui est consacré au temple bouddhiste de Kosanji sur l'île Ikuchijima à Onomichi (préfecture d'Hiroshima).